# جيمس بلاك (سياسي أمريكي)
جيمس بلاك (بالإنجليزية: James Black)‏ هو سياسي أمريكي، ولد في 23 سبتمبر 1823، وتوفي في 16 ديسمبر 1893 في لانكستر في الولايات المتحدة بسبب ذات الرئة. حزبياً، نشط في الحزب الجمهوري.